# Яйса
Яйса (ісп. Yaiza) — муніципалітет в Іспанії, у складі автономної спільноти Канарські острови, у провінції Лас-Пальмас, на острові Лансароте. Населення — 14 242 особи (2010).
Муніципалітет розташований на відстані близько 1570 км на південний захід від Мадрида, 190 км на північний схід від міста Лас-Пальмас-де-Гран-Канарія.
На території муніципалітету розташовані такі населені пункти: (дані про населення за 2010 рік)
- Лас-Бреньяс: 431 особа
- Фемес: 249 осіб
- Ель-Гольфо: 157 осіб
- Плая-Бланка: 10759 осіб
- Уга: 913 осіб
- Яйса: 845 осіб
- Лас-Касітас: 68 осіб
- Ла-Оя: 52 особи
- Плая-Кемада: 144 особи
- Кортіхо-В'єхо: 98 осіб
- Ла-Дегольяда: 53 особи
- Ла-Херія: 27 осіб
- Масіот: 30 осіб
- Пуерто-Калеро: 416 осіб

## Демографія
Динаміка населення (INE ):

## Галерея зображень

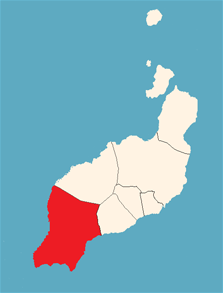
Розташування муніципалітету на острові Лансароте
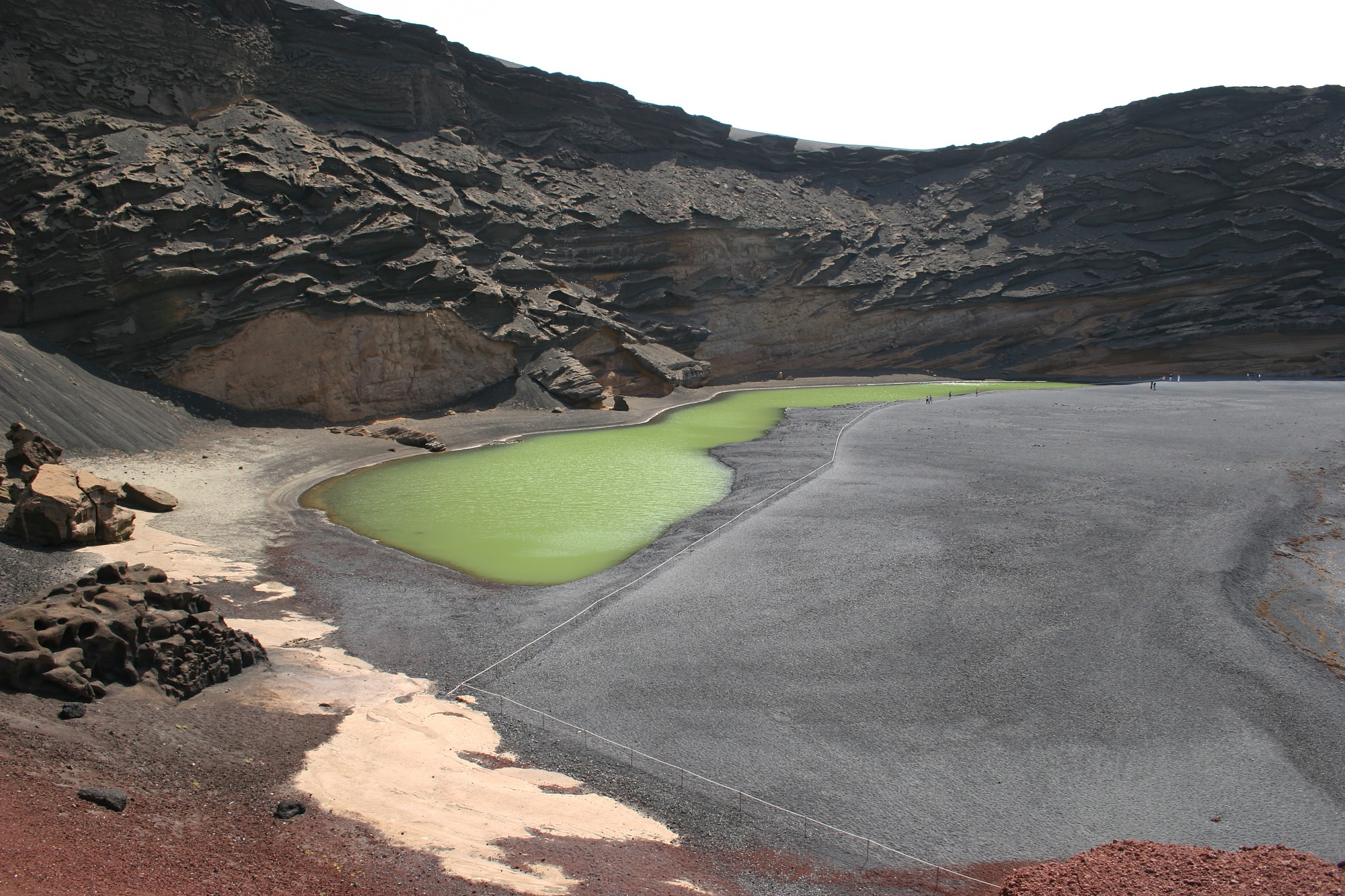
Чарко-Верде